# My Sister's Keeper
My Sister's Keeper er en amerikansk dramafilm fra 2009 instrueret af Nick Cassavetes og med Cameron Diaz, Abigail Breslin, Sofia Vassilieva, Jason Patric og Alec Baldwin i hovedrollerne. Baseret på Jodi Picoults roman fra 2004 af samme navn  havde filmen premiere den 26. juni 2009 i biografer i USA,  Canada, Irland, Mexico og Storbritannien.

## Plot
Kate Fitzgerald har akut promyelocytisk leukæmi. Da hverken hendes forældre, brandmanden Brian (Patric) og advokaten Sara (Diaz), eller storebroren Jesse er et genetisk match til stamcelletransplantation, foreslår Dr. Chance, Kates onkolog, at familien får endnu et barn, lavet ud fra IVF og med de rette stamceller. Lillesøsteren Anna (Breslin) fødes altså som en savior sibling.
Begyndende allerede fra fødslen ved at høste stamceller fra Annas navlestreng, donerer Anna i løbet af de næste 11 år passende organer, blod, stamceller og væv til Kate. Annas liv består af hospitalsindlæggelser, væksthormonindsprøjtninger, smertestillende medicin, sovemedicin, blødninger og infektioner. Mens Sara ikke har nogen betænkeligheder ved at bruge Annas krop til at behandle Kate, er Brian tættere med Anna og har betænkeligheder over deres behandling af hende.
I en alder af 15 får Kate nyresvigt, og Anna ved, at hun er forpligtet til at donere en af sine. Hun indser, at det at kun have en enkelt nyre selv vil begrænse hendes liv; udelukkelse af sport, drikke alkohol, måske endda få børn og udsætte hende for fare, hvis hendes eneste og sidste nyre nogensinde skulle få et problem.
Anna sagsøger sine forældre for medicinsk frigørelse og rettighederne til sin egen krop. Brian forstår, selvom Sara bliver vred.
Advokat Campbell Alexander (Baldwin) går med til at repræsentere Anna som hendes procesværge, og hjælper hende med at ansøge om delvis ophævelse af forældremyndigheden. Campbells skjulte epilepsi gør at han får sympati for Annas knibe.
Flashbacks viser Kate og Annas tætte forhold, og hvordan Kates sygdom har påvirket Jesse, der løber væk fra sin sommerlejr. Kate møder en anden ung kræftpatient, Taylor, og de bliver kærester. De danser tæt ved hospitalets bal for teenagepatienter og har senere sex.
Et par dage senere er Kate ked af ikke at have set Taylor siden ballet. Da hun finder ud af, at Taylor er død af sin sygdom, forsøger hun at begå selvmord ved at tage overdosis smertestillende medicin, men Anna stopper hende. Kate siger, at hun håber at få Taylor at se, når hun selv dør.
Kate vil gerne til stranden en sidste gang. Brian får tilladelse og hun får orlov fra hospitalet for dagen. Sara vil have at Kate kommer tilbage på hospitalet, men Brian nægter og truer med at gå fra Sara, hvis hun ikke slutter sig til dem på stranden. De nyder en sidste familieudflugt.
Ved retshøringen afslører Jesse, at Anna faktisk handler under Kates instruktion. Anna ville gerne have doneret sin nyre til Kate, men Kate, der ikke ville leve længere, overtalte Anna til at nægte. Sara er tvunget til at erkende, hvad Kate har forsøgt at fortælle hende: hun er klar til at dø. Kate falder i søvn og dør senere samme dag med sin mor ved sin side.
Efter Kates død fortæller Campbell, at Anna har vundet sagen. Familien går videre med deres liv. Sara, der havde opgivet at advokat for at passe Kate, vender tilbage til arbejdet, Brian trækker sig tilbage fra brandmandsarbejdet og rådgiver unge i vanskeligheder, og Jesse får et kunststipendium i New York.
Anna afslører, at de hvert år på Kates fødselsdag tager til Montana, som var hendes "mest yndlingssted i verden." Hun konkluderer, at hun ikke blot blev født for at redde sin søster, hun blev født fordi hun havde en søster, og at deres forhold fortsætter selv ind i døden.

## Cast
- Cameron Diaz som Sara Fitzgerald
- Abigail Breslin som Anna Fitzgerald
- Evan Ellingson som Jesse Fitzgerald
- Alec Baldwin som Campbell Alexander
- Jason Patric som Brian Fitzgerald
- Sofia Vassilieva som Kate Fitzgerald
- Heather Wahlquist som Aunt Kelly
- Joan Cusack som Judge De Salvo
- David Thornton som Dr. Chance
- Thomas Dekker som Taylor Ambrose

## Produktion
Efter den oprindelige udvikling af filmatiseringen blev søstrene Dakota og Elle Fanning castet til at spille henholdsvis Kate og Anna. Men da Dakota hørte, at hun ville blive forpligtet til at barbere sit hoved for rollen, droppede hun ud af filmen, og Elle fulgte efter. De to søstre blev skiftet ud, hvor Abigail Breslin påtog sig hovedrollen som Anna Fitzgerald og Sofia Vassilieva i rollen som Kate Fitzgerald. 

## Modtagelse

### Anmeldelser
My Sister's Keeper modtog blandede anmeldelser fra kritikere. Rotten Tomatoes rapporterer, at 48% af anmeldelserne for filmen var positive, baseret på 136 anmeldelser, med en gennemsnitlig vurdering på 5,54/10. Hjemmesidens kritiske konsensus lyder: " My Sister's Keeper har fine præstationer af dens voksne og børneskuespillere, men instruktørens hårdhændede tilgang gør et værdigt følelsesmæssigt emne til en alt for melodramatisk tåretrækker."  Et andet samlet anmeldelseswebsted Metacritic rapporterede 51 % positive anmeldelser baseret på 28 anmeldelser. 

### Box office
I åbningsweekenden kom filmen ind på en 5. med i alt $12.442.212, bag Transformers: Revenge of the Fallen, The Proposal (anden weekend), The Hangover (fjerde weekend) og Up (femte weekend).  Filmen sluttede i biograferne den 8. oktober 2009 med et indenlandsk total indtjening på $49.200.230 med yderligere $46.459.927 fra udenlandske markeder. Den indtjente $95.660.157 på verdensplan. 

### Priser og nomineringer
| Year | Award               | Category                                                   | Recipient          | Result    |
| ---- | ------------------- | ---------------------------------------------------------- | ------------------ | --------- |
| 2009 | Teen Choice Award   | Choice Summer Movie Drama                                  | My Sister's Keeper | Vundet    |
| 2009 | ALMA Awards         | Outstanding Actress in Motion Picture                      | Cameron Diaz       | Vundet    |
| 2010 | Young Artist Awards | Best Performance in a Feature Film – Leading Young Actress | Abigail Breslin    | Vundet    |
| 2010 | Young Artist Awards | Best Performance in a Feature Film – Supporting Actor      | Brennan Bailey     | Nomineret |
| 2010 | Young Artist Awards | Best Performance in a Feature Film – Supporting Actress    | Sofia Vassilieva   | Vundet    |

## Soundtrack
Trailer:
- Vega4 – "Life Is Beautiful"

Tv-spot:
- James Blunt – "Carry You Home"
- Plain White T's – "1, 2, 3, 4"
- Tyrone Wells – "More"

Film:
- Don Ho – "Tiny Bubbles"
- E.G. Daily – "Life Is Just a Bowl of Cherries"
- Priscilla Ahn – "Find My Way Back Home"
- Jimmy Scott – "Heaven"
- Regina Spektor – "Better"
- Jonah Johnson – "With You"
- Greg Laswell – "Girls Just Want to Have Fun"
- Pete Yorn – "Don't Wanna Cry"
- Phil Xenidis – "Kill Me"
- Jeff Buckley – "We All Fall in Love Sometimes"
- Edwina Hayes – "Feels Like Home"
- Hana Pestle – "These Two Hands"